# メレディス・ウェザビー
メレディス・ウエザビー（Meredith Weatherby、1915年2月25日 - 1997年7月1日）は、ウエザーヒル出版社の共同創業者、翻訳家。三島由紀夫を海外に紹介した第一人者として知られる。

## 略歴
アメリカ合衆国のテキサス州生まれ。来日時期は不明だが、戦後すぐ、まだ横浜にあった連合国軍最高司令官総司令部（Supreme Commander for the Allied Powers 略称 SCAP）の領事館員になっており、占領軍の情報局員として働いていた。日本語は大戦前にすでに習得していたらしい。
銀座のゲイバー「ブランウィック」で三島由紀夫と知り合い、『仮面の告白』を翻訳。神戸で能の翻訳を手掛け、1947年には、のちにタトル商会（1948年に進駐軍とアメリカ人のチャールズ・Ｅ・タトルによって設立された英語本出版社、現：チャールズ・イー・タトル出版）の総支配人となるブルース・ロジャース（Bruce Rogers）とともに『善知鳥　Birds of Sorrow: A No Play』を旺文社から出版。
三島が初めて洋行した1952年にはハーバード大学にいたとされ、ニューヨークで三島と会い、『仮面の告白』の訳文について相談している。1953年にタトル商会が版権仲介ビジネスを始めたころは出版部長として東京で暮らしており、アメリカのクノップ社に三島作品を紹介した。『仮面の告白』は同性愛的すぎるという理由で、『潮騒』が先に出版されることになり、これも翻訳している。1960年初期にタトルを辞め、東京でウエザーヒル・パブリッシング社(Weatherhill inc.)の共同経営者になる。1972年にはウエザーヒル・ビルと、秩父の古民家を六本木に移築し「千里庵」と名付け、自邸とした。
1950年代半ばに新宿のゲイバーで知り合った矢頭保と恋人関係になり、矢頭と六本木の龍土町の屋敷で同棲する。同宅にはドナルド・リチーも同居しており、三島や笈田ヨシなどがしばしば訪れていた。ゲイパーティもよく開催され、文化人や芸術家、外国人などが出入りした。矢頭にカメラを与えて、写真撮影を始めさせ、60年代にはボディビルダーや裸祭りなどを撮影し、ウエザーヒル社から出版した。1972年の矢頭の『OTOKO』は猥褻物として発禁処分されることを警戒して、ウエザーヒルの別名"Rho-Delta Press"名義で出版した。
1970年には、映画『トラ・トラ・トラ!』でジョセフ・グルー駐日米大使役を演じた。70年代半ばに離日。ニューヨークでアジア関係の本を主に出版していたウォーカー・ウエザーヒル社を共同経営。1997年に82歳でカルフォルニア州のラホヤで死去。ウェザーヒル社は2004年にシャンバラ社に売却された。

## 主な翻訳書
- Birds of Sorrow: A No Play by Motokiyo Zeami 旺文社(1947)（世阿弥『善知鳥』ブルース・ロジャース共訳）
- 野間清六　Yokoyama Taikan（横山大観）Library of Japanese Art, Charles E. Tuttle Company (1956)
- The Sound of Waves. Yukio Mishima. New York, A. A. Knopf (1956)（三島「潮騒」）
- Confessions of a Mask, Yukio Mishima, New Directions (1958)（三島『仮面の告白』）
- MASKS - No. 1 Arts & Crafts of Japan by Seiroku Noma  Charles E. Tuttle Co.(1957)（野間清六『日本仮面史』）
- The Masters' Book of Ikebana: Background & Principles of Japanese Flower Arrangement 美術出版社(1966)（勅使河原蒼風『いけばな』）